# Pont de Salginatobel
Le pont de Salginatobel est un pont routier en béton armé construit en 1930 se trouvant en Suisse dans le canton des Grisons. Il a été conçu par l'ingénieur civil Robert Maillart qui réalise là son premier pont entièrement en béton. Il enjambe la gorge de la Salgina.
Au moment de la construction ce pont possédait le plus grand arc à trois articulations avec poutres en caisson.
En 1991, l'American Society of Civil Engineers déclare ce pont comme « world monument ». Il rejoint ainsi des constructions aussi célèbres que la tour Eiffel et la statue de la Liberté dans un groupe restreint de trente édifices remarquables.
| Caractéristiques     |                                                   |
| -------------------- | ------------------------------------------------- |
| Type de construction | Pont en arc à trois articulations, poutre-caisson |
| Localisation         | Entre Schiers et Schuders                         |
| Longueur totale      | 132,30 m                                          |
| Portée principale    | 90 m                                              |

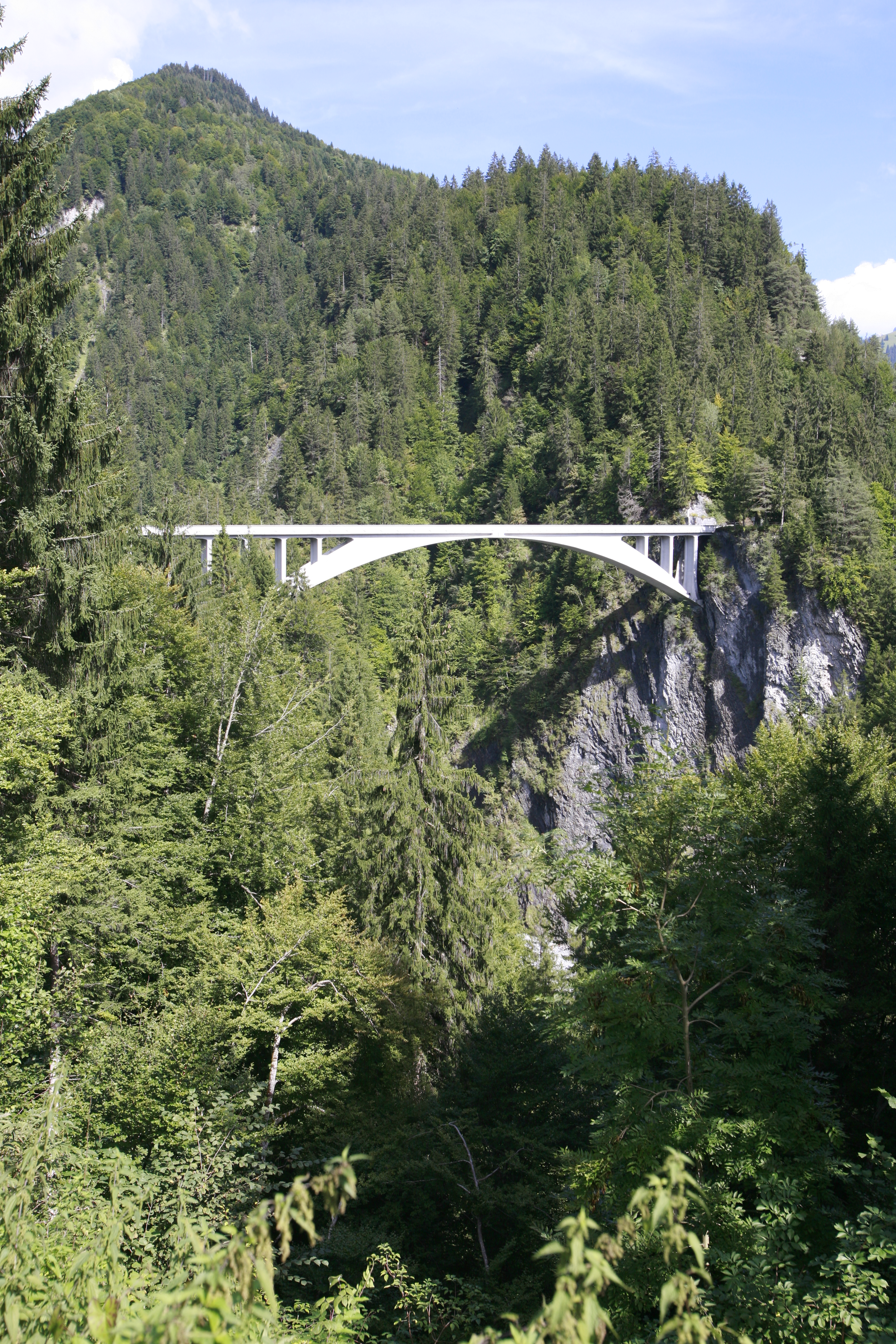
Vue Sud-Est
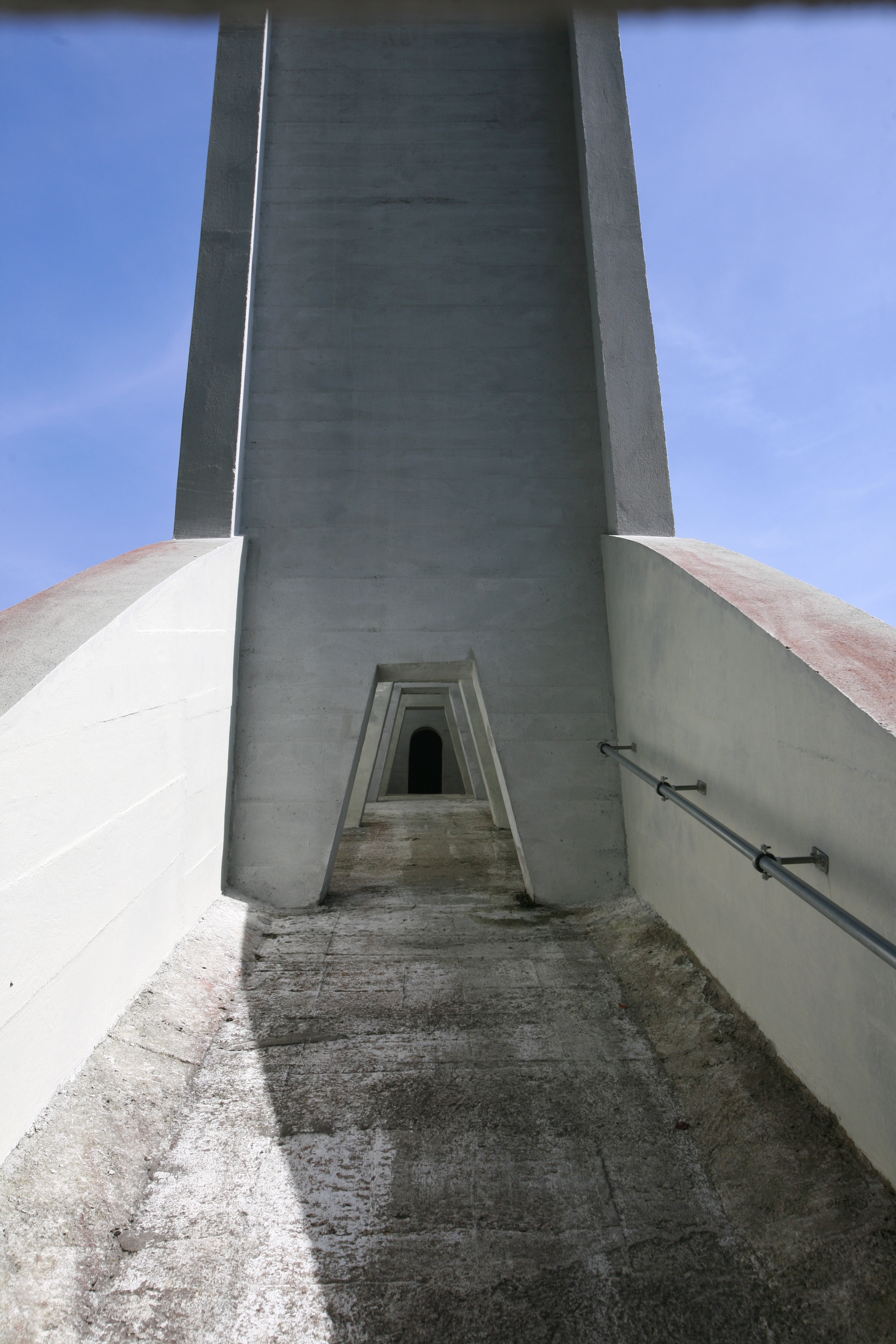
Tablier à caisson
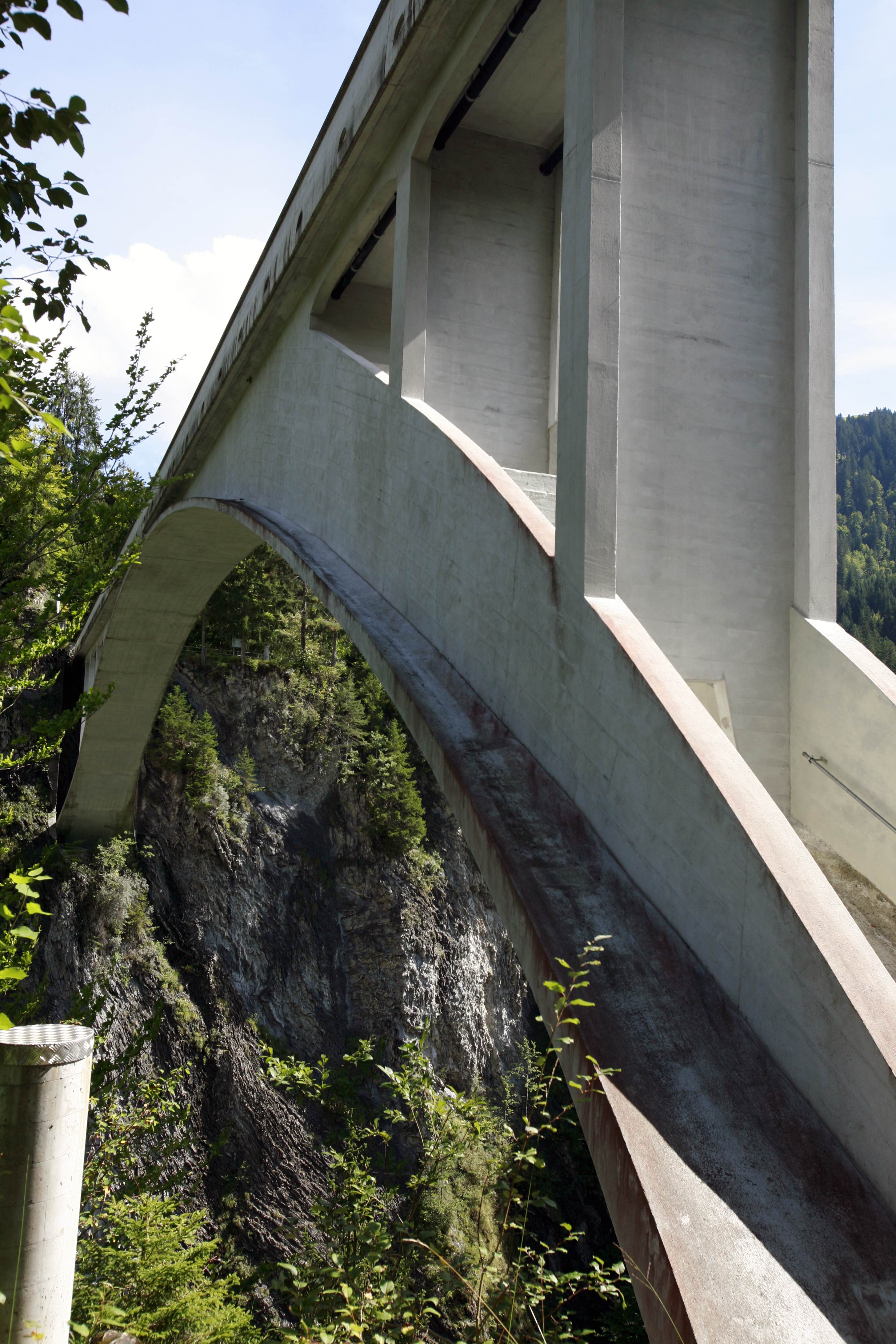
Arche
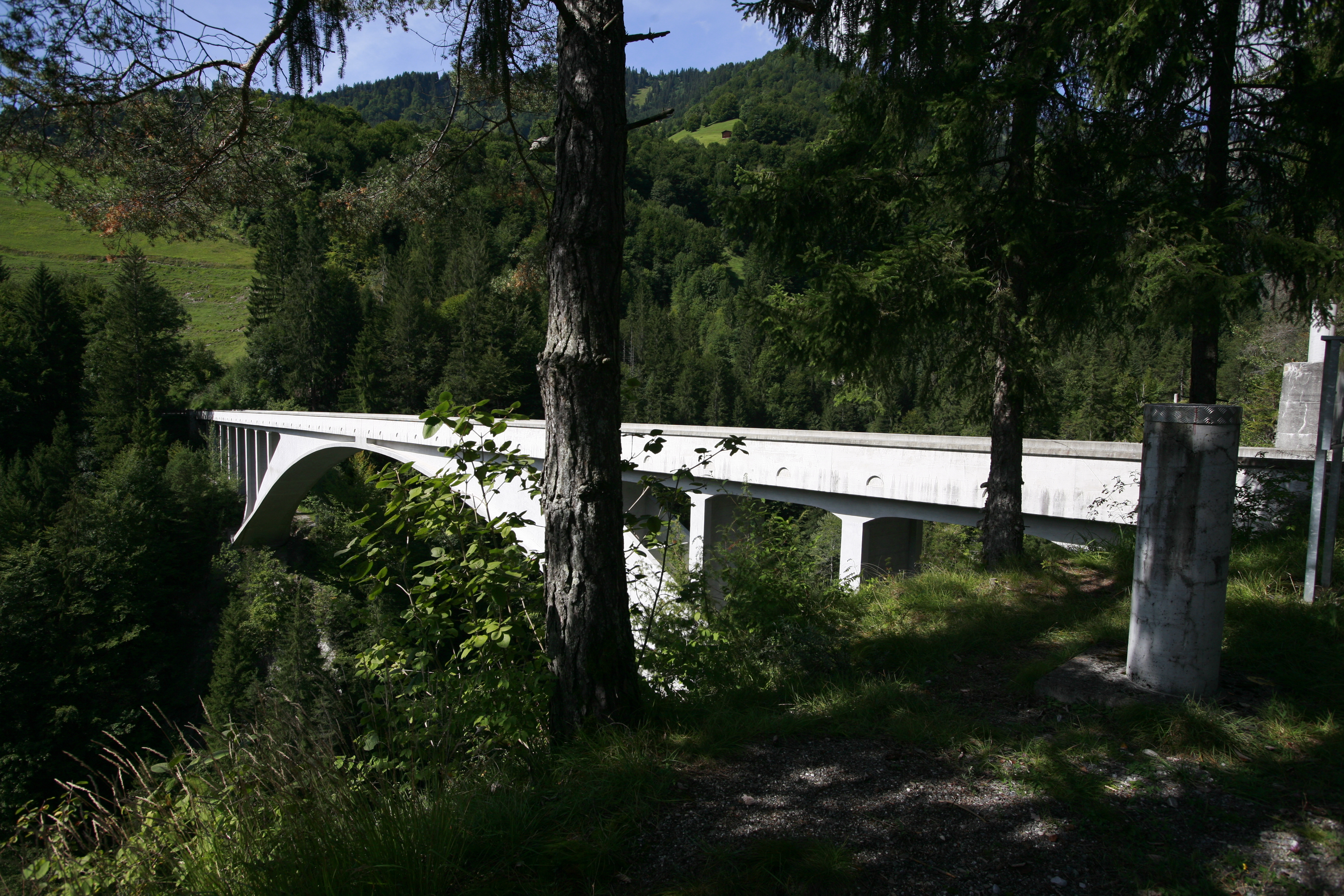